# Bryan Nauleau
Bryan Nauleau (Les Sables-d'Olonne, Francia, 13 de marzo de 1988) es un ciclista francés que fue profesional entre agosto de 2013 y 2019.
En octubre de 2019 anunció su retirada como ciclista profesional a los 31 años de edad.

## Palmarés

### Pista
2015
- Campeonato de Francia Persecución por Equipos (haciendo equipo con Bryan Coquard, Thomas Boudat y Julien Morice)

## Resultados en Grandes Vueltas
| Carrera | Carrera         | 2013 | 2014 | 2015  | 2016  | 2017 | 2018 | 2019 |
| ------- | --------------- | ---- | ---- | ----- | ----- | ---- | ---- | ---- |
|         | Giro de Italia  | —    | —    | —     | —     | —    | —    | —    |
|         | Tour de Francia | —    | —    | 157.º | —     | —    | —    | —    |
|         | Vuelta a España | —    | Ab.  | —     | 146.º | —    | —    | —    |

—: no participa

Ab.: abandono